# Kostobaros
Kostobaros (* um 70 v. Chr.; † 28 v. Chr.) war ein Schwager des jüdischen Königs Herodes des Großen. Er setzte sich für eine national-idumäische Politik ein und plante, das Königreich des Herodes zu zerstören. 28 v. Chr. wurde er von Herodes hingerichtet.

## Herkunft
Kostobaros stammte – wie der jüdische Geschichtsschreiber Flavius Josephus berichtet – aus einer der ersten Familien von Idumäa. Seine Vorfahren waren Priester des idumäischen Nationalgottes Kos gewesen, bevor Idumäa von Johannes Hyrkanos I. in dessen Regierungszeit (135–104 v. Chr.) erobert, politisch an Judäa angeschlossen und zumindest teilweise unter Anwendung von Zwang zum Judentum bekehrt wurde. Durch das Erbe seiner Familie und seine Geschäfte war Kostobaros zu großem Reichtum gelangt.

## Politische Ziele
Aus dem Bericht des Josephus geht hervor, dass Kostobaros der verlorenen nationalen Unabhängigkeit Idumäas (das alttestamentliche Edom) und seiner kulturellen Eigenständigkeit gegenüber dem Judentum nachtrauerte. Während Antipater, der Vater des Herodes, der ebenfalls aus Idumäa stammte, die Eingliederung nach Judäa akzeptiert hatte und versuchte, innerhalb des Judentums als Politiker Karriere zu machen, wollte Kostobaros die Idumäer wieder zurück in die Unabhängigkeit führen.

## Politische und militärische Aktivitäten
Zunächst stellte sich Kostobaros jedoch auf die Seite des Gouverneurs von Idumäa, Antipater, des Vaters des Herodes, und unterstützte diesen bei seinen Bemühungen, seine Macht innerhalb Judäas durch die Unterstützung des schwachen Hohenpriesters Johannes Hyrkanos II. und im Kampf gegen den nationalgesinnten Hasmonäer-König Antigonos zu vergrößern. Bei der Belagerung von Jerusalem in den Jahren 39–37 v. Chr. durch König Herodes, einem Idumäer auf dem jüdischen Thron, stand Kostobaros als Idumäer deshalb auf der Seite des Herodes.
Die Belagerung Jerusalems zog sich vor allem deshalb in die Länge, weil innerhalb der Stadtmauern die sogenannten „Söhne des Babas“ (die Einzelnamen sind nicht überliefert) König Antigonos bedingungslos unterstützten, allen defätistischen Parolen entgegenwirkten und zur unerschütterlichen Treue gegenüber dem hasmonäischen Königshaus aufriefen. Für Herodes stellten die Söhne des Babas gefährliche Feinde seines eigenen, aus römischen Händen stammenden Königtums dar, die er unbedingt unschädlich machen wollte. Nach der Eroberung Jerusalems beauftragte er deshalb Kostobaros damit, die Stadttore strengstens zu überwachen, um die „Söhne des Babas“ und andere Oppositionelle nicht entschlüpfen zu lassen. Kostobaros entdeckte die gewünschten Personen auch tatsächlich, hielt es aber für klüger, sie heimlich selbst aus der Stadt zu bringen und auf seinen Landgütern (wahrscheinlich in Idumäa) zu verstecken, um sie bei einer späteren Gelegenheit politisch im Sinne seiner Pläne einsetzen zu können.
Das spurlose Verschwinden der „Söhne des Babas“ beunruhigte Herodes zutiefst, musste er doch befürchten, dass diese jederzeit aus dem Untergrund einen Aufstand beginnen könnten. Als Gerüchte darüber laut wurden, dass Kostobaros mit dem Verschwinden dieser Staatsfeinde etwas zu tun habe, schwor Kostobaros dem König hoch und heilig, dass er von dieser Sache nichts wisse. Schließlich glaubte Herodes ihm.

## Gouverneur von Idumäa
34 v. Chr. ernannte König Herodes Kostobaros sogar zum Gouverneur von Idumäa und Gaza und verheiratete ihn mit seiner Schwester Salome, nachdem er deren vorigen Ehemann Joseph, seinen Onkel, der diese Ämter ebenfalls innegehabt hatte, wegen Geheimnisverrats und vermeintlichen Ehebruchs mit seiner Ehefrau, der hasmonäischen Prinzessin Mariamne I., hingerichtet hatte. Aus der Ehe von Salome und Kostobaros ging die Tochter Berenike hervor, von deren fünf Kindern alle zu königlichen oder fürstlichen Ehren gelangten.
Wie Flavius Josephus schreibt, stieg das Selbstbewusstsein des Kostobaros durch seine Ernennung zum Gouverneur von Idumäa gewaltig an. Er sah jetzt die Chance, seine national-idumäischen Vorstellungen politisch umzusetzen und suchte nach Wegen, Idumäa der auf Assimilation abzielenden Politik des Königs Herodes zu entziehen und es wieder als eigenständige Nation zu etablieren. Möglicherweise beabsichtigte er, die mit dem Königshaus der Hasmonäer verwandten „Söhne des Babas“, die er nunmehr schon lange Jahre versteckt hielt, bei einer passenden Gelegenheit als politische Alternative zu Herodes an die Regierung in Judäa zu bringen.

## Außenpolitik
Zur außenpolitischen Absicherung seiner Pläne wandte sich Kostobaros an die ägyptische Königin Kleopatra VII. Er versuchte, sie dahingehend zu beeinflussen, dass sie von dem römischen Feldherrn Marcus Antonius die Rückkehr Idumäas unter ägyptische Oberhoheit erbitten sollte. In der Tat bat Kleopatra ihren Geliebten um diese Vergrößerung ihres Herrschaftsbereichs, Marcus Antonius gab ihren Wünschen aber nicht nach. Als dieser Vorgang nun König Herodes zu Ohren kam, wollte er Kostobaros sofort hinrichten lassen. Seine Mutter Kypros und seine Schwester Salome baten ihn aber darum, Kostobaros zu begnadigen, was er auch tat.

## Verrat und Tod
Wenig später kam es jedoch 28 v. Chr. zu einem für Kostobaros fatalen Zerwürfnis zwischen ihm und seiner Ehefrau Salome. Dieses Zerwürfnis war so tiefgehend, dass Salome in souveräner Missachtung der damaligen jüdischen Familiengesetzgebung ihrem Mann den Scheidebrief ausstellte. Um diese Scheidung durchzusetzen, verriet sie außerdem einige politische Geheimnisse, die Kostobaros ihr entweder unklugerweise anvertraut oder die sie ausspioniert hatte, an Herodes. Sie teilte ihrem Bruder nämlich mit, dass Kostobaros gemeinsam mit seinen Freunden Gadias Antipater, Lysimachos und Dositheos eine Verschwörung gegen ihn plane. Um diesen Aussagen Überzeugungskraft zu verleihen, verriet sie ihm auch das Versteck der „Söhne des Babas“. 
Herodes war – nach der Darstellung des Flavius Josephus – über diese Enthüllungen schockiert. Sofort ließ er eine bewaffnete Mannschaft ausrücken mit dem Befehl, die lang gesuchten Oppositionellen, die eine stete Gefahr für sein junges Königtum darstellten, zu verhaften und hinzurichten. Auch Kostobaros und seine Mitverschworenen teilten dieses Schicksal. Wie Flavius Josephus schreibt, war es Herodes mit der Hinrichtung der „Söhne des Babas“ gelungen, die letzten prominenten Vertreter des hasmonäischen Königshauses auszuschalten. Mit dem Tod des Kostobaros erlosch außerdem die national-idumäische Opposition. Idumäa blieb auch in der Folgezeit ein integraler Bestandteil Judäas.